# Boezemvliet
De Boezemvliet is een kleine vliet die van de Binnenbedijkte Maas te Maasdam naar het gemaal te Puttershoek stroomt. Via het gemaal mondt deze vliet uit in de Oude Maas.

## Bruggen over de Boezemvliet
De onderstaande bruggen / viaducten lopen over de Boezemvliet:
- Koninginnebrug
- Nassaubrug
- Voormalige brug van de tramlijn Blaaksedijk - Strijen, nu een voetgangersbrug[1]
- Viaduct N217/Hoeksedijk
- Voetgangersbrug die de Hoeksedijk met het gemeentehuis van Binnenmaas verbindt
- Brug van de Raadhuisstraat in Maasdam